# 欣斯代尔 (纽约州)
欣斯代尔（英語：Hinsdale）是位于美国纽约州卡特罗格斯县的一个镇，地处卡特罗格斯县东部、奥利安东北，建于1820年。2010年美国人口普查时，该镇有2168人。其名称来源于新罕布什尔州的欣斯代尔。